# 泰兴市第二人民医院
泰兴市第二人民医院，是中国江苏省的一所医院，为二级医院，位于泰兴市黄桥镇文明路41号。